# LIBRIS (bibliotekskatalog)
LIBRIS – nationella bibliotekssystem er navnet på et fælles nationalt katalog for et stort antal svenske biblioteker. Her finder man information om næsten alle svenske bøger og tidsskrifter, samt de fleste udenlandske publikationer som indkøbes af svenske forskningsbiblioteker. Kataloget administreres af Kungliga biblioteket.
Hvert enkelt værk i kataloget får et unikt Libris-ID. Der findes en skabelon for forfattere og en for værker til kataloget.